# Zeche Margaretha
Die Zeche Margaretha ist ein ehemaliges Steinkohlenbergwerk in Aplerbeck-Sölde. Das Bergwerk war auch unter den Namen Zeche Margarethenbank, Zeche Margaretha & Erbstollen, Zeche Margaretha Carolina und Zeche Margarethe bekannt. Das Bergwerk gehörte in der zweiten Hälfte des 19. Jahrhunderts zu den bedeutendsten Bergwerken im Regierungsbezirk Arnsberg.

## Geschichte

### Die Anfänge
Im Grubenfeld der Zeche Margaretha wurde bereits im 18. Jahrhundert Bergbau betrieben. So war das Bergwerk in den Jahren 1754 und 1755 in Betrieb. In den Jahren 1755 bis 1781 fand keine Kohleförderung statt, zeitweise lag das Bergwerk in Fristen. Im Jahr 1778 wurde eine Mutung für den Abbau mehrerer Flöze eingelegt. Die Mutung wurde unter dem Namen Margaretha eingelegt. Des Weiteren wurde eine Mutung für die Auffahrung eines Stollens eingelegt. Der Stollen sollte als tiefer Stollen von Norden nach Süden aufgefahren werden und zwischen sechs und sieben Lachter tiefer angesetzt werden, als der bisherige Stollen. Im Jahr 1783 war das Bergwerk wieder in Betrieb. Im darauffolgenden Jahr wurde mit einem Stollen, der in östlicher Richtung aufgefahren wurde, Abbau betrieben. Die Stollensohle dieses Stollens lag bei einer seigeren Teufe von 8 ½ Lachtern. Noch im Laufe desselben Jahres wurde das Stollenmundloch für den tieferen Stollen im Bereich östlich der Einmündung der heutigen Canarisstraße in die Schlagbaumstraße angesetzt. Am 20. Juli des Jahres 1784 wurde der Erbstollen durch den Leiter des märkischen Bergamtsbezirkes, den Freiherrn vom Stein befahren. Vom Stein machte in seinem Protokoll Angaben über den Zustand des Bergwerks. Insbesondere merkte er in seinem Protokoll an, dass auf dem Bergwerk sehr nah an der Tagesoberfläche im tagesnahen Bereich abgebaut wurde.

### Der weitere Betrieb
Ab dem Jahr 1786 wurde im Aplerbecker Wald Stollenbau betrieben. In den Jahren 1788 bis 1791 fand erneut keine Kohleförderung statt. Am 10. April des Jahres 1790 wurde das Erbstollenrecht verliehen. In den Jahren 1793 bis 1796 wurde Abbau betrieben. Im Jahr 1799 war der Abbau am Schacht Diederich beendet, noch im Juli desselben Jahres wurde die Zeche stillgelegt. Im Jahr 1802 wurde eine Mutung auf acht Flöze eingelegt. Diese Flöze waren durch den nach Süden aufgefahrenen Stollen angefahren worden. Am 19. August desselben Jahres wurden acht Längenfelder für den Abbau von Steinkohle verliehen. Diese Längenfelder wurden als Beilehn zum Erbstollenrecht verliehen. Im September desselben Jahres wurde das Bergwerk wieder in Betrieb genommen. Im Jahr 1803 wurde ein Kunstschacht abgeteuft und im darauffolgenden Jahr in Betrieb genommen. Zusammen mit dem Kunstschacht wurde eine Wasserkunst, bestehend aus mehreren Pumpensätzen, in Betrieb genommen. Zusätzlich wurden ein Sammelteich für das Aufschlagwasser und ein Kunstgraben angelegt. Die Pumpenkunst wurde über ein Kunstrad und ein Kunstgestänge angetrieben. Im gleichen Jahr wurden im Flöz mehrere Örter angesetzt, die sich teilweise bis in einer flachen Teufe von 100 Lachter befanden. Im Jahr 1805 waren der Schacht Ludwig und der Kunstschacht in Betrieb. Im Jahr 1808 wurde der Kunstschacht abgeworfen und es wurde ein neuer seigerer Kunstschacht geteuft. Im darauffolgenden Jahr wurde der Kunstschacht, ausgestattet mit einer Wasserkunst, in Betrieb genommen. Im Jahr 1810 wurde im Kunstschacht die Maschinensohle angesetzt. Diese Sohle wurde zehn Meter unterhalb der Stollensohle aufgefahren. Außerdem wurde begonnen, einen Wetterschacht abzuteufen. Im Jahr 1813 wurde der neue Kunstschacht stillgelegt. In diesem Jahr wurde im Bereich um Schacht Victoria in geringem Maße Abbau betrieben.
Im Jahr 1815 ging Schacht Friedrich in Förderung. Im Jahr 1820 waren die Schächte Hoffnung und Rudolph in Betrieb. Im Jahr 1825 wurde im Schacht Neuhoffnung gefördert. Im Jahr 1830 waren die Schächte Gottfried und Hoffnung in Betrieb. Das Fördervermögen dieser beiden Schächte betrug zusammen 2800 preußische Tonnen pro Jahr. Im Februar des Jahres 1834 wurde die Zeche Margaretha stillgelegt. Im Juli des Jahres 1836 wurde das Bergwerk wieder in Betrieb genommen. Am 22. März des Jahres 1837 erfolgte die erneute Stilllegung des Bergwerks. Im April des Jahres 1842 wurde das Bergwerk erneut in Betrieb genommen. Im Jahr darauf fanden nur geringfügige Arbeiten statt, ab Dezember wurde das Bergwerk wieder außer Betrieb genommen. Am 23. Juni und am 20. Juli des Jahres 1847 wurden die Geviertfelder Bülow und Elise als Beilehn verliehen. Am 18. Januar und am 20. Februar des Jahres 1849 wurden die Geviertfelder Gottfriedflötz und Carl ebenfalls als Beilehn verliehen. In der Mitte des 19. Jahrhunderts kam es zur Konsolidation mehrerer Berechtsamen. So konsolidierte in der Zeit vom 10. August des Jahres 1854 bis zum 2. Juni des Jahres 1856 das Längenfeld Margarethenbank mit den Beilehn Carl, Bülow, Elise und Gottfriedsbank sowie mit den Geviertfeldern Neue Hoffnung, Hund und Faust zur konsolidierten Zeche Margaretha. Die gesamte Berechtsame umfasste ein Grubenfeld mit einer Fläche von 1.760.000 Lachtern2, der Stollenbetrieb wurde wieder aufgenommen. Das Bergwerk gehörte zu diesem Zeitpunkt zum Märkischen Bergamtsbezirk und dort zum Geschworenenrevier Hörde.

### Die weiteren Jahre
Im Jahr 1856 wurde der Aplerbecker Aktien-Verein für Bergbau gegründet, dieser Verein übernahm dann die Berechtsame der Zeche Margaretha. Im Jahr 1857 wurde begonnen, die Schächte 1 und 2 abzuteufen. Schacht 1 wurde in Löbbecke angesetzt und sollte als Förderschacht dienen. Der Schacht wurde mit einem Malakoffturm ausgerüstet. Schacht 2 wurde in Sölde zwischen der heutigen Sölder Straße Ecke Schlagbaumstraße im Bereich der heutigen Bahnlinie Aplerbeck-Holzwickede angesetzt und diente der Wasserhaltung. Bereits bei einer Teufe von fünf Metern wurde noch im selben Jahr das Karbon erreicht. Im Jahr 1858 wurde im Schacht 2 bei einer Teufe von 76 Metern (+52 m NN) die 1. Sohle angesetzt. Bei den Teufarbeiten im Karbon wurde das Flöz Schieferbank durchörtert. Das Flöz hatte eine Mächtigkeit von 50 Zoll mit einem 19 Zoll mächtigen Zwischenmittel. Noch im selben Jahr wurde bei einer Teufe von 124 Metern (+4 m NN) die 2. Sohle angesetzt. Im Förderschacht (Schacht 1) wurden die Teufarbeiten bei Teufe von 5½ Lachter unterbrochen. Grund für diese Unterbrechung waren zu starke Wasserzuflüsse. Um das Wasser ableiten zu können, wurde auf der Schachtsohle ein Bohrloch bis auf eine Teufe von 39 Lachter erstellt. Über einen Querschlag sollte das Wasser von dort aus über den Wasserhaltungsschacht gelöst werden. Anschließend wurden die Teufarbeiten im Schacht 1 weiter fortgeführt. In diesem Jahr fand im Stollen die letzte Gewinnung der Kohlen für den Eigenbedarf statt. Über Tage waren mittlerweile sämtliche Tagesanlagen erbaut und die erforderlichen Maschinen installiert worden. Das Bergwerk gehörte zu diesem Zeitpunkt zum Bergrevier Hörde. Im Jahr 1859 wurden die Schächte in Betrieb genommen. Im selben Jahr traf man 65 Lachter vom Schacht entfernt auf das Flöz Hauptflöz. Das Flöz hatte eine Mächtigkeit von 62 Zoll mit einem 14 Zoll mächtigen Zwischenmittel. Das Fallen des Flözes betrug 33 Gon in Richtung Süden. Das Flöz wurde querschlägig aufgeschlossen. Die Flöze Hauptflöz und das Flöz Schieferbank wurden noch im selben Jahr vorgerichtet. Über Tage wurde begonnen, eine Pferdebahn bis zum Bahnhof der Dortmund-Soester Eisenbahn einzurichten. Im Jahr 1860 erreichte man mit dem Schacht 1 die 1. Sohle und danach auch die 2. Sohle. Auf der ersten Bausohle durchfuhr man mit dem nördlichen Querschlag einen Sattel des Karoliner Hauptflözes, der sich acht Lachter über die Sohle erhob. Im selben Jahr wurde begonnen, beide Schächte tiefer zu teufen. Über Tage wurde die Pferdeeisenbahn zum Bahnhof Aplerbeck in Betrieb genommen. Das Bergwerk gehörte zu diesem Zeitpunkt zum Bergrevier Unna.
Im Jahr 1861 wurde bei einer Teufe von 180 Metern (−52 m NN) die 3. Sohle angesetzt. Es wurde auf dieser Sohle vom Füllort ein Querschlag in nördlicher Richtung aufgefahren. Mit dem Querschlag wurde bei einer Auffahrungslänge 13 Lachter das Hauptflöz angefahren und für bauwürdig erachtet. Auf der ersten Tiefbausohle wurde ein sehr flacher Spezialsattel angefahren. Bedingt durch die guten Gebirgsverhältnisse konnte auf dieser Sohle eine gute Förderung mit einem hohen Anteil an Stückkohlen erbracht werden, bei gleichzeitig niedrigen Selbstkosten. Durch die guten Verhältnisse konnte der Verbrauch an Grubenholz niedrig gehalten werden. Mit dem nördlichen Querschlag wurde bei einer Auffahrungslänge von 185 Lachtern das Flöz Schieferbank angefahren. Im darauffolgenden Jahr wurden die weiteren Aus- und Vorrichtungsarbeiten stark eingeschränkt. Grund waren die schlechten finanziellen Verhältnisse der Aplerbecker Actiengesellschaft. In diesem Jahr beschränkte sich der Betrieb auf den Abbau in den Sattel-Nord- und Südflügeln. Hier wurde im Hauptflöz auf der ersten Bausohle die Pfeiler abgebaut. Außerdem wurden in der westlichen Bauabteilung der zweiten Bausohle die vorhandenen Pfeiler abgebaut. Im Jahr 1863 wurden beide Schächte tiefer geteuft. 21 Lachter unterhalb der 2. Sohle wurde die 3. Sohle angesetzt. Die Arbeiten zum Aufschluss des Hauptflözes wurden in diesem Jahr abgeschlossen. Das Bergwerk gehörte zu diesem Zeitpunkt zum Bergrevier Hamm. Im darauffolgenden Jahr wurde bei einer Teufe von 218 Metern (−90 m NN) die 4. Sohle angesetzt. Im Jahr 1865 kam es bei der Streckenförderung zu einem Mangel an Förderleuten. Aus diesem Grund wurden ab diesem Jahr acht Grubenpferde in der Streckenförderung eingesetzt. Im Jahr 1868 wurde der Schacht 1 tiefer geteuft und im darauffolgenden Jahr wurde bei einer Teufe von 295 Metern (− m NN) die 5. Sohle angesetzt. Im Jahr 1869 wurde von der 4. Sohle aus, über ein Gesenk, mittels Unterwerksbau in einem Muldenstück abgebaut. Aus diesem Grund wurde für den Betrieb des Gesenks eine Wassersäulen-Fördermaschine auf der 4. Sohle montiert. Über Tage wurde ein Gebäude zur Unterkunft und Verpflegung für 50 Arbeiter gebaut. Das Bergwerk gehörte zu diesem Zeitpunkt zum Bergrevier Oestlich-Dortmund. Im Jahr 1870 waren insgesamt fünf Schächte vorhanden, dies waren die Schächte 1 und 2, sowie je ein Wetterschacht im Nordfeld und im Südostfeld. Beide Wetterschächte waren mit einem Wetterofen ausgerüstet. Außerdem war noch ein mit einem Göpel ausgerüsteter Blindschacht vorhanden. Im Jahr 1871 soff aufgrund eines Defektes in der Wasserhaltung die 5. Sohle ab und war mehrere Monate unter Wasser. Nachdem das Grubenwasser abgepumpt worden war, wurde im Jahr 1873 mit dem Abbau auf der 5. Sohle begonnen. Im Jahr 1878 musste die Förderung aufgrund eines Pumpenschadens für 23 Tage eingestellt werden. Im Jahr 1887 wurde eine Brikettfabrik in Betrieb genommen.

### Die letzten Jahre
Im Jahr 1888 wurde im Nordfeld, 1,4 Kilometer nördlich der Schächte 1 und 2, begonnen, den Schacht 3 abzuteufen. Noch im selben Jahr erreichte man bei einer Teufe von 52 Metern das Karbon. Der Schacht wurde dann bis zur 56 Lachter-Sohle seiger und anschließend tonnlägig im Flöz abgeteuft. Der Schacht wurde mit einem Schachtquerschnitt von 2 m2 erstellt. Im Jahr 1891 wurde über ein Gesenk bei einer Teufe von 397 Metern (- 269 m NN) die 6. Sohle angesetzt. Im Jahr 1893 wurde der Schacht 1 bis zur 6. Sohle abgeteuft. Im selben Jahr wurde mit den Teufarbeiten für den Wetterschacht 2 im Südostfeld begonnen. Dieser Wetterschacht im Südostfeld hatte einen Schachtquerschnitt von 4 m2 und wurde bis zur 5. Sohle abgeteuft. Die abgebauten Kohlen wurden im Südostfeld mittels einer Seilbahn über die 5. Sohle abtransportiert. Im Jahr 1894 waren vier Schächte in Betrieb, dies waren zwei Wetterschächte, ein Förderschacht und ein Wasserhaltungsschacht. Im Jahr 1895 wurde die Förderung im früheren Wasserhaltungsschacht wieder aufgenommen. Im Jahr 1896 kam es zu einem Haldenbrand, der Grund für diesen Haldenbrand ist nicht bekannt. Im Jahr darauf wurde in den Flözen Christian, Wasserbank, Neuflöz und Hauptflöz Abbau betrieben. Über Tage wurde in diesem Jahr ein Dampfkessel des Systems Büttner installiert. Im Jahr 1898 umfasste die Berechtsame sieben Geviertfelder mit einer Gesamtfläche von 6,5 km2. Es waren vier Flöze im Bau, die Mächtigkeit dieser Flöze lag zwischen 0,65 und 1,8 Metern. Drei der Flöze hatten einen Bergepacken von 0,2 und 0,8 Meter, eines der Flöze war ohne Zwischenmittel. Das Bergwerk gehörte zu diesem Zeitpunkt zum Bergrevier Süd-Dortmund. Um das Jahr 1899 wurde im Ostfeld ein gebrochener Luftschacht bis zur 1. Sohle abgeteuft. Im Jahr 1900 wurde ein Feldesteil von der Zeche Vereinigte Bickefeld Tiefbau und das Grubenfeld St. Paul I erworben. Im Jahr 1902 wurden die sechs Längenfelder der Zeche Schwarze Adler und die Felder Haus Dudenroth und Haus Sölde erworben. In der Zeit vom 5. Juni bis zum 23. September des Jahres 1902 konsolidierte die Zeche Margaretha mit weiteren Grubenfeldern zur Zeche Vereinigte Margarethe.

## Förderung und Belegschaft
Die ersten Belegschaftszahlen stammen aus dem Jahr 1784, es waren drei Bergleute auf dem Bergwerk angelegt. Die ersten Förderzahlen sind für das Jahr 1805 benannt, es wurden 2820 Tonnen Steinkohle gefördert. Im Jahr 1809 wurden 766 Tonnen Steinkohle gefördert. Im Jahr 1836 wurden 656 ⅜ preußische Tonnen Steinkohle gefördert. Im Jahr 1842 wurden 432 preußische Tonnen Steinkohle gefördert. Im Jahr 1855 wurden von 32 Bergleuten 3703 ⅝ preußische Tonnen Steinkohle gefördert. Im Jahr 1860 wurden mit 287 Bergleuten 20.250 Tonnen Steinkohle gefördert. Im Jahr 1862 wurden mit 176 Beschäftigten 159.935 preußische Tonnen Steinkohle gefördert. Im Jahr 1865 wurden von 332 Bergleuten 85.308 Tonnen Steinkohle gefördert. Im Jahr 1870 überstieg die Förderung zum ersten Mal die Marke von 100.000 Tonnen Steinkohle. In diesem Jahr wurden mit 548 Bergleuten 118.237 Tonnen Steinkohle gefördert. Die geförderten Kohlen waren gute Fettkohlen, die einen mittleren Anteil an Stückkohlen hatten. Im Jahr 1875 förderten 512 Bergleute 103.282 Tonnen Steinkohle. Im Jahr 1880 wurden von 491 Bergleuten 110.563 Tonnen Steinkohle gefördert. Im Jahr 1885 förderten 551 Bergleute 143.271 Tonnen Steinkohle. Im Jahr 1890 wurden von 650 Bergleuten 167.855 Tonnen Steinkohle gefördert. Im Jahr 1895 wurden 178.427 Tonnen Steinkohle gefördert, diese Förderung wurde von 866 Bergleuten erbracht. Im Jahr 1900 wurden mit 990 Bergleuten mehr als 230.000 Tonnen Steinkohle gefördert. Dies sind die letzten bekannten Förder- und Belegschaftszahlen des Bergwerks.